# Pete Travis
Pete Travis (Salford, ...) è un regista e sceneggiatore inglese.

## Biografia
Prima di diventare un regista, Pete Travis era un assistente sociale. Dopo aver preso una laurea in produzione cinematografica, Travis compra i diritti cinematografici di Faith, romanzo di Nick Hornby, per 12.000 sterline; con l'aiuto di un produttore che investe sul progetto, il cortometraggio calcistico viene presentato al London Film Festival l'11 novembre 1997. In un'intervista al The Guardian Travis dichiara: «Credo che il segreto per fare un buon film sul calcio è il non avere il calcio in esso. Il calcio è la passione dei suoi sostenitori, e non si può presentare solo mostrando 11 ragazzi in campo. Faith rappresenta più lo spirito del calcio che lo sport stesso.»
Travis si interessa di cinema e film in tarda età, ispirato da Alan Clarke, Costa-Gavras e Frank Capra. Il suo secondo cortometraggio è Bill's New Frock del 1998, lavoro ispirato all'omonimo romanzo di Anne Fine, che vince il premio ScreenScene Award all'Atlantic Film Festival. Grazie ai suoi primi due lavori, Travis ottiene l'opportunità di dirigere episodi di serie tv come Metropolitan Police, Home Farm Twins, Cold Feet, Other People's Children e The Jury, per un periodo che va dal 1997 al 2002.
Nel 2003 viene chiamato a dirigere la miniserie televisiva Henry VIII, sceneggiata da Peter Morgan, con attori del calibro di Ray Winstone, Joss Ackland e Mark Strong. Sempre nello stesso anno viene chiamato da Paul Greengrass, dopo aver visto i suoi contributi in The Jury ed Henry VIII, per dirigere il film per la Tv Omagh, sceneggiato dallo stesso Greengrass, che racconta la storia dell'attentato terroristico di Omagh nel 1998. Grazie a questo film Travis vince il Discovery Award al miglior regista esordiente ed il Best Single Drama, condiviso coi produttori.
Il suo primo vero film arriva nel 2008, quando esce Prospettive di un delitto. Nel 2009 arriva il secondo film, Endgame, che narra la fine dell'Apartheid in Sudafrica. Il film viene proiettato in anteprima mondiale al Sundance Film Festival. Nel 2010 firma per dirigere il film Dredd - Il giudice dell'apocalisse, che esce nei cinema nel 2012.

## Filmografia

### Regista

#### Cinema
- Faith (1996) - Cortometraggio
- Bill's New Frock (1998) - Cortometraggio
- Prospettive di un delitto  (Vantage Point) (2008)
- Endgame (2009)
- Dredd - Il giudice dell'apocalisse (Dredd) (2012)
- City of Tiny Lights (2016)

#### Televisione
- Metropolitan Police (The Bill) - serie TV, episodi 13x82 e 13x84 (1997)
- Home Farm Twins - serie TV, 5 episodi (1999)
- Cold Feet - serie TV, episodi 2x05 e 2x06 (1999)
- Other People's Children - serie TV (2000)
- The Jury - serie TV, 6 episodi (2002)
- Henry VIII - film TV (2003)
- Omagh - film TV (2004)
- Falcón - serie TV, episodio 1x01 (2012)
- Legacy - film TV (2013)
- The Go-Between - film TV (2015)
- Fearless - serie TV, 5 episodi (2017)
- Maria Antonietta (Marie Antoinette) – serie TV, 4 episodi (2022)

### Sceneggiatore
- The Gunman, regia di Pierre Morel (2015)

## Riconoscimenti
- 2004 – Festival Internazionale del Cinema di San Sebastián
  - Candidatura per la Concha de Oro per Omagh
- 2004 – Toronto International Film Festival
  - Discovery Award per Omagh
- 2004 – Irish Film and Television Award
  - Candidatura per il miglior regista per Omagh
- 2005 – British Academy Television Awards
  - Miglior dramma singolo per Omagh
- 2005 – Directors Guild of Great Britain
  - Candidatura per il miglior regista di film Tv o serie Tv per Omagh
- 2006 – Victoria Independent Film & Video Festival
  - Miglior film per Omagh